# Alfredo Paolicchi
Alfredo Paolicchi (Firenze, 4 novembre 1938) è un ex calciatore italiano, di ruolo portiere.

## Carriera
È cresciuto calcisticamente nella Fiorentina che lo ha ceduto prima all'Arezzo e poi al Verona, per poi fare ritorno nella squadra della città gigliata.
Ha militato in Serie A nella Fiorentina come riserva del portiere titolare Enrico Albertosi, nella squadra allenata da Giuseppe Chiappella. Scende in campo in un incontro ufficiale il 2 luglio 1961, nella sfida di Coppa delle Alpi contro lo Young Boys di Zurigo.
Ha difeso la porta della Fiorentina nella Mitropa Cup del 1964-1965 e del 1965-1966, contribuendo alla vittoria finale avvenuta a spese della squadra cecoslovacca del Jednota Trenčín, il 19 giugno 1966, con il risultato di 1-0. A Firenze vince pure la Coppa Italia 1965-1966, mentre perde la finale di Coppa Mitropa 1965.
Ha militato anche nelle file dell'Atalanta, con cui ha disputato 4 partite in Serie A.
È quindi sceso di categoria, arrivando a militare, tra le altre società, nella Colligiana nel campionato 1972-1973, contribuendo alla vittoria del campionato di Prima Categoria e all'approdo nel girone toscano di Promozione.

## Palmarès

### Club

#### Competizioni nazionali
- Coppa Italia: 1

Fiorentina 1965-1966

#### Competizioni internazionali
- Coppa Mitropa: 1

Fiorentina: 1966